# Carnicero
Carnicero é um pico da Cordilheira dos Andes localizado no Peru.